# Oecetis paracomplexa
Oecetis paracomplexa är en nattsländeart som beskrevs av Wells 2000. Oecetis paracomplexa ingår i släktet Oecetis och familjen långhornssländor. Inga underarter finns listade i Catalogue of Life.